# Flávio Antônio Lopes Ramos
Flávio Antônio Lopes Ramos (? — ?) foi um político brasileiro.
Foi eleito, em 3 de outubro de 1963, deputado estadual, pelo MTR, para a 41ª Legislatura da Assembleia Legislativa do Rio Grande do Sul, de 1963 a 1967.